# Jüdischer Friedhof (Wenholthausen)

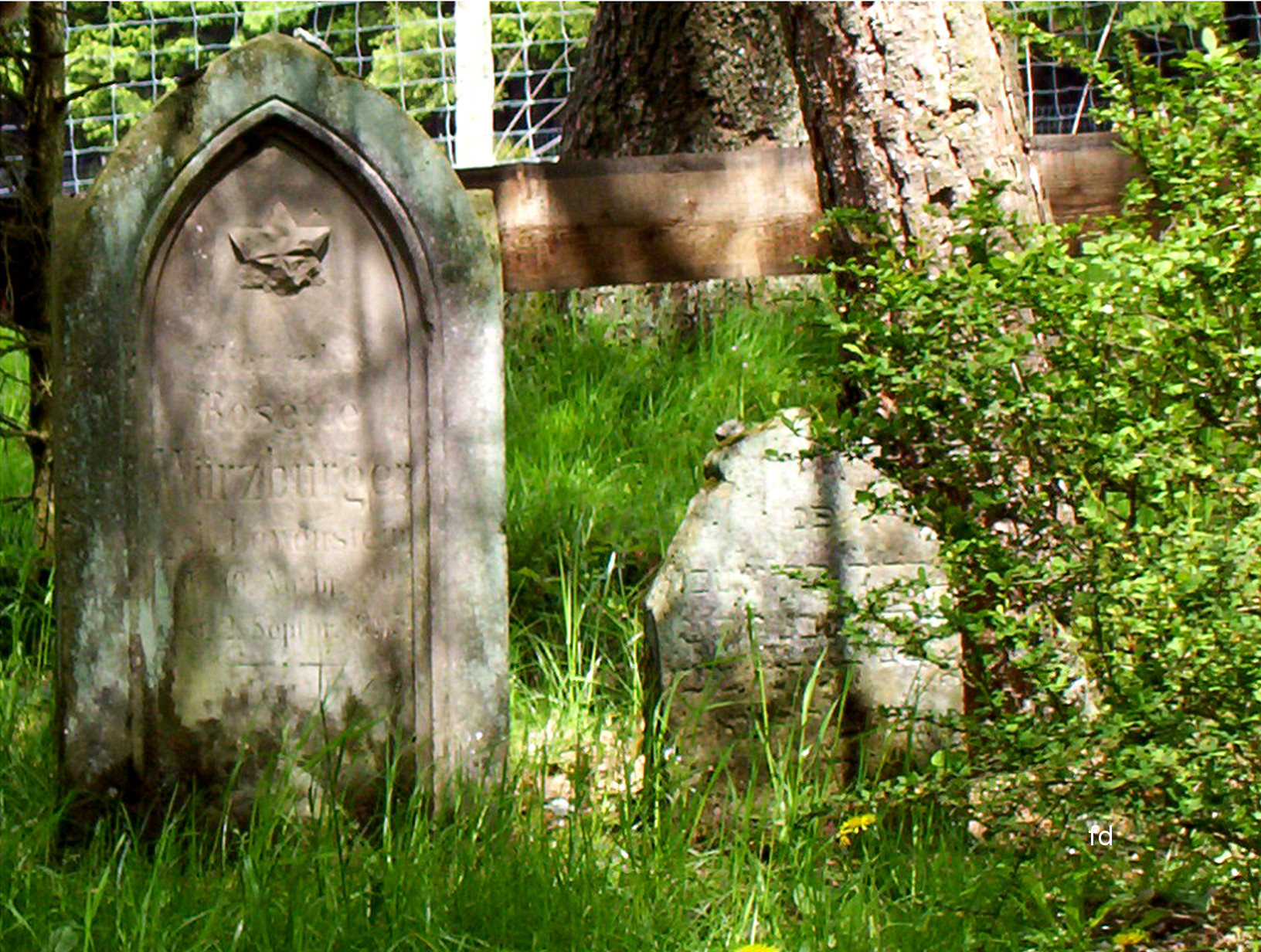
Der jüdische Friedhof in Wenholthausen (2005)

Der Jüdische Friedhof Wenholthausen befindet sich „Am Jaitstein“ im Ortsteil Wenholthausen der Gemeinde Eslohe im Hochsauerlandkreis in Nordrhein-Westfalen. Als jüdischer Friedhof ist er ein Baudenkmal und seit dem 17. Dezember 2007 unter der Denkmalnummer 65 in der Denkmalliste eingetragen.
Der jüdische Friedhof liegt östlich der Landstraße von Wenholthausen nach Oesterberge im Übergang zwischen Feld und Waldflur auf dem Bergrücken Jaitstein. Auf dem Friedhof, der im 19. Jahrhundert belegt wurde, befinden sich fünf Grabsteine. Der Friedhof wurde im Jahr 1829 urkundlich erwähnt.